# Tabanus sulcifrons
Tabanus sulcifrons är en tvåvingeart som beskrevs av Macquart 1855. Tabanus sulcifrons ingår i släktet Tabanus och familjen bromsar. Inga underarter finns listade i Catalogue of Life.